# Hersilia vicina
Hersilia vicina är en spindelart som beskrevs av Baehr 1993. Hersilia vicina ingår i släktet Hersilia och familjen Hersiliidae.
Artens utbredningsområde är Thailand. Inga underarter finns listade i Catalogue of Life.